# 鏈
鏈（れん）は、航海で使用される長さの単位である。英語のcable('s) length（ケーブル長）の訳語である。今日ではあまり用いられていない。
ここでいうcable（ケーブル）は錨鎖（錨をつなぐための鎖）のことで、「鏈」は鎖の別表記である。錨鎖1房の長さを1鏈と定義するが、その長さは国により異なる。

## 概要
鏈の元々の定義では1鏈は100ファゾム（600フィート）であり、正確に182.88メートルとなる。現在では、10分の1海里が1鏈とされている。国際海里を元にすれば185.2メートルとなり、ヤード・ポンド法の海里を元にすれば608フィート、すなわち正確に185.3184メートルとなる。
アメリカ海軍では120ファゾム（219.456メートル）と定義している。イギリス海軍ではヤード・ポンド法の海里の10分の1（185.3184メートル）としている。